# Известия Академии наук СССР
Изве́стия Акаде́мии нау́к — серии советских научных журналов, издаваемых в АН СССР c 1936 года. Выходил выпусками, составляющими тома.

## История
В 1894−1906 годах журнал выходил под названием «Извҍстiя Императорской Академiи Наукъ»

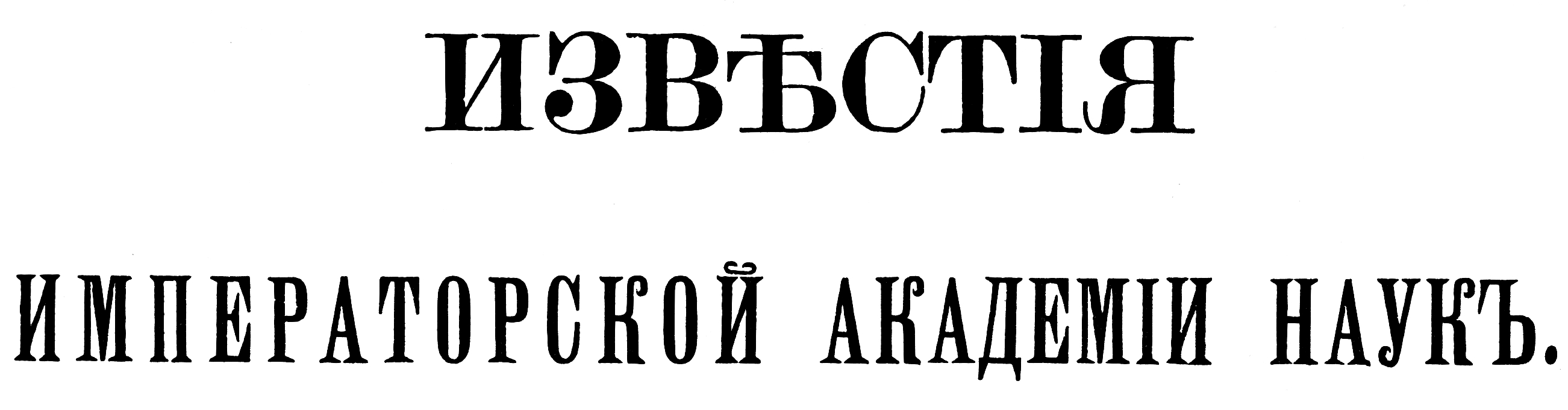
1912 год

В 1907−1916 годах назывался «Извѣстія Императорской Академіи Наукъ»
В 1917 году назывался «Извѣстія Академіи Наукъ»
В 1918−1925 назывался «Известия Российской академии наук»

### В АН СССР
В 1926−1935 годах «Известия Академии наук СССР»
В 1936 году журнал Известия Академии наук СССР был реорганизован, началась новая номерация томов, он был разбит на новые серии:
- Известия Академии наук СССР. Серия биологическая
- Известия Академии наук СССР. Серия географическая (Серия география и геофизика)
- Известия Академии наук СССР. Серия геологическая
- Известия Академии наук СССР. Серия истории и философии
- Известия Академии наук СССР. Серия математическая
- Известия Академии наук СССР. Серия металлы
- Известия Академии наук СССР. Серия механика жидкости и газа
- Известия Академии наук СССР. Серия механика твёрдого тела
- Известия Академии наук СССР. Серия литературы и искусства
- Известия Академии наук СССР. Серия техническая кибернетика
- Известия Академии наук СССР. Серия металлы
- Известия Академии наук СССР. Серия физическая
- Известия Академии наук СССР. Серия химическая
- и другие

В редколлегию журналов входили академики и члены-корреспонденты АН СССР.
Журналы печатались издательством АН СССР, а после 1964 года — издательством «Наука».
После 1992 года журналы получили названия «Известия Академии наук», затем «Известия Российской академии наук».

## Современные журналы
Известия Российской академии наук
Большинство серий было закрыто, остались:
- Известия РАН. Серия математическая[2].
- Известия РАН. Серия физическая
- Известия РАН. Серия географическая[3]
- Известия РАН. Серия литературы и языка[4]
- Известия РАН. Серия химическая[5]

В электронном виде в ОНЗ РАН издаётся «Вестник Отделения наук о Земле РАН».